# Saint-Michel-de-Montjoie
Saint-Michel-de-Montjoie là một xã thuộc tỉnh Manche trong vùng Normandie tây bắc nước Pháp. Xã này nằm ở khu vực có độ cao trung bình 333 mét trên mực nước biển.